# Avenir ~Mirai~
Pour les articles homonymes, voir Avenir.
Albums de Kaori Iida
Paradinome ~Koi ni Mi wo Yudanete~
(2003) Plein d'Amour ~Ai ga Ippai~
(2005)
Singles
 Avenir  (titre écrit en français sur la pochette), sous-titré en japonais  Avenir ~Mirai~  (アヴニール ~未来~, titre officiel), est le troisième album en solo de Kaori Iida.
Il sort le 29 décembre 2004 au Japon sous le label Chichūkai, alors que la chanteuse était encore membre et leader du groupe Morning Musume. Il reste classé pendant deux semaines à l'oricon. C'est le premier album de Kaori Iida composés de chansons originales, les deux précédents ne contenant que des reprises. Il contient les chansons-titre des deux singles de la chanteuse, sortis dans l'année et produits par Tsunku : Aegekai ni Dakarete et Door no Mukō de Bell ga Natteta.

## Liste des titres
1. Miraizu  (未来図?)
2. Aruite Yukō... Mirai e  (歩いてゆこう…未来へ?)
3. Door no Mukō de Bell ga Natteta  (ドアの向こうでBellが鳴ってた?)
4. Jounetsu no Tobira  (情熱のトビラ?)
5. Shinjukai  (真珠貝?)
6. Watashi no Naka ni Ite  (私の中にいて?)
7. Senritsu  (旋律?)
8. Aegekai ni Dakarete  (エーゲ海に抱かれて?)
9. Sekai de Ichiban Kirei na Hoshizora  (世界でいちばんきれいな星空?)
10. Mafuyu no Rondo  (真冬の輪舞曲?)
11. Sayonara Made ni Shitai 10 no Koto  (さよならまでにしたい10のこと?)
12. Arifureta Kiseki  (ありふれた奇跡?)